# Zysk nadzwyczajny
Zysk nadzwyczajny – zysk osiągany przez przedsiębiorstwo w sytuacji, kiedy jego zysk księgowy jest większy niż suma kosztów księgowych oraz kosztu alternatywnego kapitału zaangażowanego w przedsiębiorstwo i kosztu alternatywnego czasu pracy właściciela.
Zysk nadzwyczajny stanowi nadwyżkę zysku ponad zysk normalny.